# Скрипицын, Борис Владимирович
Бори́с Влади́мирович Скрипи́цын (Скрыпи́цын) (14 [26] сентября 1886, Варшава — 23 октября 1930, Владимир) — капитан лейб-гвардии Преображенского полка, участник Первой мировой войны, Георгиевский кавалер. Командир роты преображенцев в дни Февральской революции.

## Биография

### До 1917 года. Первая мировая война
Из старинного русского рода столбовых дворян Скрипицыных. Родился 26 сентября 1886 года в Варшаве, в семье чиновника финансового ведомства Владимира Николаевича Скрипицына. Его отец получал всё новые государственные поручения и семья часто переезжала: Тифлис, Омск и, наконец, Якутск, где В. Н. Скрипицын в 1892 году стал губернатором.
В 1905 году окончил Сибирский кадетский корпус в Омске, в 1907 году — 3-е военное Александровское училище в Москве. 14 июня 1907 года определён подпоручиком в лейб-гвардии Преображенский полк. В 1912—1914 годах состоит на гражданской службе в Удельном ведомстве Самары при Правлении округа.
6 июня 1914 года зачислен в запас гвардейской пехоты по Петербургскому уезду. С началом Первой мировой войны призван из запаса гвардейской пехоты в лейб-гвардии Преображенский полк. 1 сентября 1915 года был ранен в ходе Виленской операции Русской армии, но остался в строю. Пожалован за отличия в делах против австрийцев орденом Св. Анны IV степени с надписью «За храбрость», орденом Св. Анны II степени с мечами и орденом Св. Станислава II степени с мечами. За смелость и эффективность в боях с немцами в ходе Брусиловского прорыва награждён Георгиевским оружием.

«Призванному из запаса Гвардейской пехоты, состоящему лейб-гвардии в Преображенском полку, Борису Скрыпицыну за то, что, будучи в чине штабс-капитана, в бою 19-го сентября 1916 года у леса «Сапогъ» западнее д. Бубново, командуя 12-й ротой личным примером довел роту до удара в штыки под ураганным артиллерийским, ружейным и пулеметным огнем противника, с боя захватил линию немецких окопов и удержал позицию за собой, несмотря на сильную контр-атаку противника.
— Высочайшие приказы о чинах военных, 4 марта 1917 года.

### 1917 год. Февральская революция
Командовал 1-й ротой гвардии Преображенского полка 25-28 февраля 1917 года — в дни крушения монархии. Благодаря его личному мужеству удалось предотвратить кровопролитие на Невском проспекте, у Полицейского моста, и спасти сотни жизней митингующих. Городовые намеревались открыть огонь по мирным демонстрантам, но капитан Скрипицын принципиально не стал отдавать приказа стрелять по толпе.
К 27 февраля предложил собрать все гвардейские полки на Дворцовой площади столицы, что и было сделано. К полудню у Зимнего дворца выстроилось 1500 преображенцев, к ним присоединились роты Пулемётного, Егерского и Петроградского полков. С подачи офицера гвардейцы приняли решение ни в коем случае не открывать огонь по восставшим и перешли на сторону Временного правительства. За эту инициативу Скрипицын был объявлен «бунтовщиком» командующим Петроградского военного округа, генерал-лейтенантом С. С. Хабаловым, и едва избежал ареста.

«Капитан Скрыпицин подошел к Хабалову, а тот крикнул ему:
— Послушайте, необходимо действовать решительно!

— Солдаты стрелять не будут, ваше превосходительство, — спокойно ответил Скрыпицын.

— Не будут! Так прикажите им...

— Наоборот, мы им прикажем не стрелять!

— Как? — затопал ногами Хабалов. — Я вас арестую!

— Как будет угодно вашему превосходительству, но это общее мнение, и все мы считаем своим долгом сказать, что из нас стрелять не будет никто. Успокоить народ можно только справедливыми уступками, а не пальбой. Это вам больше не поможет».
— Кто народу дал свободу. — Петроград: Солдатский Союз Просвещения, 1917. — С. 15.
4 сентября 1917 года решением созданного в ходе разложения армии Солдатского комитета вместе с поручиком Макшеевым, штабс-капитаном Эллиотом и прапорщиком Курдиновским Скрипицын отчислен из полка «за отсутствием доверия нижних чинов».

### После 1917 года. Репрессии: аресты, ссылки, расстрел
При советской власти остался жить в России, в Петрограде, хотя родители и другие близкие родственники после 1917 года эмигрировали в Швейцарию. Работал на гражданских должностях: 1917—1918 годы — инспектором в страховом обществе «Россия», 1919—1920 годы — начальником санитарного поезда, 1920—1922 годы — контролёром-инструктором при ВСНХ, 1922—1924 годы — заведующим распределением при отделе снабжения в конторе «Петролес».
Арестован сотрудниками ОГПУ 23 апреля 1924 года по месту жительства: город Ленинград, ул. 3-го июля, д. 65, кв. 45. Вместе с бывшими однополчанами — Ознобишиным, Приклонским — осуждён по сфабрикованному обвинению по 60 статье УК РСФСР за якобы имевшее место «участие в контрреволюционной шпионско-монархической группировке, состоящей из бывших дворян и гвардейских офицеров, связанной с заграничными монархистами через нелегальных курьеров». Последние семь лет жизни — политзаключённый. В 1924—1927 годах содержался в концлагере на Соловках, в 1927—1930 годах — в политизоляторе Владимирского централа. 19 октября 1930 года приговорён Тройкой при ПП ОГПУ по ИПО к высшей мере наказания по статьям 58-10, 58-11 и 58-6 УК РСФСР. Расстрелян в городе Владимире 23 октября 1930 года.
Определением Военного трибунала Московского военного округа от 8 октября 1959 года это постановление Тройки в отношении Скрипицына было отменено и дело прекращено за отсутствием в действиях обвиняемого состава преступления.
Посмертно реабилитирован постановлением Прокуратуры Санкт-Петербурга от 5 июня 1992 года.

## Военные чины
- Подпоручик (1907)
- Поручик (1911)
- Штабс-капитан (1916)
- Капитан (1917)

## Награды

### Отечественные
- Георгиевское оружие (04.03.1917)
- Орден Святой Анны II степени с мечами (13.05.1915)
- Орден Святой Анны III степени с мечами и бантом (05.12.1915)
- Орден Святой Анны IV степени с надписью «За храбрость» (28.10.1914)
- Орден Святого Станислава II степени с мечами (13.04.1915)
- Орден Святого Станислава III степени с мечами и бантом (19.08.1915)
- Медаль «В память 300-летия царствования дома Романовых» (1913)
- Медаль «В память 100-летия Отечественной войны 1812» (1912)
- Медаль «В память 200-летия Полтавской битвы» (1909)

### Иностранные
- Орден Князя Даниила I (Черногория)

## Семья
- В 1922 году женился на Милице Анатольевне Бурковской — дочери инженера железнодорожного ведомства, изобретателя А. Э. Бурковского, с которой был обручён ещё до революции. В 1923 году в семье Скрипицыных родилась дочь Татьяна.
- Правнук Дмитрий Витушкин[13].

## Память
- Многократно упоминается А. И. Солженицыным в романе «Красное колесо» о событиях 1917 года в Петрограде.
- Фигурирует в мемуарах А. П. Кутепова «Первые дни революции в Петрограде»[14].
- Внесён в Книгу памяти Владимирской области в числе жертв советского государственного террора.
- На доме № 65 по Садовой улице в Санкт-Петербурге установлена табличка памяти Б. В. Скрипицына в рамках мемориального проекта «Последний адрес»[15].